# Fifth Harmony
Фифт хармони (енгл. Fifth Harmony) бивша је америчка девојачка група. Основана је 2012. у Мајамију. Чиниле су је Али Брук, Нормани Кордеј, Дајна Џејн, Лорен Хауреги и донедавно Камила Кабело која је престала бити чланица 18. децембра 2016. године. Група је потписала заједнички уговор са издавачком кућом Сајмона Кауела, Сајко, те издавачком кућом Ел-Еј Рида, Епик рекордс, након што су се чланице окупиле и завршиле као трећепласиране у другој сезони америчког телевизијског такмичења у певању Икс фактор (2012). Фифт хармони је преко друштвених медија стекао славу, а дебитантски ЕП Better Together и њихова три студијска албума — Reflection, 7/27 и Fifth Harmony — нашла су се међу топ десет на листи Билборд 200 у САД.
Након наступа у Икс фактору, издали су свој деби сингл Miss Movin' On, који је претходио ЕП-у Better Together, који је сертификован као златни у САД. Њихов музички видео им је донео МТВ видео музичку награду за најбољег новог извођача. Група је објавила деби студијски албум Reflection 2015. године, и и за њега добила златни сертификат у својој земљи. Албум је укључивао синглове Boss, Sledgehammer и Worth It. Потоњи, Јутјуб хит, добио је троструку платинасту сертификацију у Сједињеним Државама и ушао у топ десет у тринаест земаља. Следеће године, Work from Home, водећи сингл с њиховог другог албума — 7/27, постао је први топ-тен сингл групе на листи Билборд хот 100 и први топ-фајв герл групе у тој деценији и на том чарту.
Међу признањима која су добили налазе се музичке награде iHeartRadio, три МТВ Јуропа, четири МТВ видео награде, Америчка музичка награда, Билбордова награда Жене у музици, те шест награда Избор тинејџера. До децембра 2016, Фифт хармони је у САД продао укупно 456.000 албума и седам милиона дигиталних песама, те зарадио 1,6 милијарди на он-деманд стримовима (према Нилсен саундскену).

## Дискографија
Албуми
- Reflection (2015)
- 7/27 (2016)
- Fifth Harmony (2017)

## Турнеје
Фифт хармони
- „Harmonize America Mall Tour” (2013)
- „Fifth Harmony Theatre Tour” (2013)
- „The Worst Kept Secret Tour” (2014)
- „Fifth Times a Charm Tour” (2014)
- „The Reflection Tour” (2015—2016)
- „The 7/27 Tour” (2016—2017)
- „The PSA Tour” (2017)

Предгрупе/подршка
- Чер Лојд: „I Wish Tour” (2013)
- Деми Ловато: „Neon Lights Tour” (2014)
- Остин Махон: „Live on Tour” (2014)

## Филмографија

### Телевизија
| Год.    | Име                            | Улога               | Напомене                                  |
| ------- | ------------------------------ | ------------------- | ----------------------------------------- |
| 2012/13 | The X Factor U.S.              | такмичари           | 22 епизоде (2012) гост: 1. епизода (2013) |
| 2014    | Faking It                      | Бој бенд (енгл. Boy Banned)   | епизода: The Ecstasy and the Agony        |
| 2015    | Barbie: Life in the Dreamhouse | Фифт хармони (глас) | епизода: Sisters' Fun Day                 |
| 2016    | The Ride                       | Фифт хармони        | епизода: Fifth Harmony: The Ride          |